# NGC 67
NGC 67은 안드로메다자리 방향에 있는 작은 타원 은하이다.